# Carneoryctes minchami
Carneoryctes minchami är en skalbaggsart som beskrevs av Phillip B. Carne 1981. Carneoryctes minchami ingår i släktet Carneoryctes och familjen Dynastidae. Inga underarter finns listade.